# Myriopathidae
Famille
Les Myriopathidae sont une famille de cnidaires anthozoaires de l'ordre des Antipatharia.
Ces espèces sont appelées corail noir en raison de la couleur de leur squelette, noir ou brun foncé. La plupart vivent en eaux profondes à plus de 30 m de profondeur. Ces coraux sont utilisés en bijouterie.

## Liste des genres
Selon World Register of Marine Species (14 février 2019) :
- genre Antipathella Brook, 1889
- genre Cupressopathes Opresko, 2001
- genre Myriopathes Opresko, 2001
- genre Plumapathes Opresko, 2001
- genre Tanacetipathes Opresko, 2001

## Habitat et répartition
Ces coraux se trouvent dans les bassins océaniques de l'Atlantique et l'Indo-Pacifique dans les eaux tropicales, où ils sont plus abondants, aux eaux tempérées de la Nouvelle-Zélande et l'Espagne.
Leur plage de profondeur varie entre 3,5 et 1 326 m, dans des zones avec des courants et où la température est comprise entre 0,03 à 28,95 °C,.
Ils se rencontrent principalement en eau profonde parce qu'ils ne disposent pas de zooxanthelles dans leurs tissus, de sorte qu'ils n'ont pas besoin de lumière mais nécessitent en revanche des zones riches en plancton pour se nourrir.

## Publication originale
- Opresko, 2001 : Revision of the Antipatharia (Cnidaria: Anthozoa). Part I. Establishment of a new family, Myriopathidae. Zoologische Mededelingen, vol. 75, n. 1, pp. 000-999 (texte intégral) (en).